# José de Abreu (actor)
José Pereira de Abreu Júnior (Santa Rita do Passa Quatro, 24 de mayo de 1946), más conocido como José de Abreu, es un actor brasileño.

## Vida privada
Tiene 5 hijos. Su primer hijo, Rodrigo falleció en 1992 en un accidente de tránsito, a sus 21 años. Y le sobreviven sus otros 4 hijos. En el año 2013, Abreu, declara ser bisexual diciendo, que prefiere tanto a hombres como a mujeres. Usó Twitter para hacer dicha declaración, afirmando ser polisexual.

## Filmografía

### Televisión
- 2019 - Dulce ambición - Otávio Rocha Guedes
- 2018 - Nuevo Sol - Domício Falcão (Dodô)
- 2017 - Ciudad prohibida - Dr. Bezerra Assunção
- 2017 - Los días eran así - Ernesto Duarte
- 2015 - Reglas del juego - Gibson Stewart
- 2014 - La Fiesta - Bernardo Rezende
- 2013 - Preciosa perla - Ernest Hauser
- 2013 - O Dentista Mascarado - Gerôncio Passos Dias Durão
- 2012 - Avenida Brasil - Nilo
- 2011 - Insensato corazón - Milton Castellani
- 2009 - Malhação ID - Diretor Livramento
- 2009 - India, una historia de amor - Sacerdote Pandit
- 2007 - Deseo prohibido - Chico (Francisco) Fernandes
- 2007 - Amazônia, de Gálvez a Chico Mendes - Coronel Firmino
- 2006 - JK - Carlos Lacerda
- 2005 - Mad Maria - Lindolfo Macedo
- 2004 - Señora del destino - Josivaldo
- 2003 - Malhação - Paulo
- 2003 - A Casa das Sete Mulheres - Onofre Pires
- 2002 - Deseos de mujer - Bruno Vargas
- 2001 - Os Maias - Steve Chandler
- 2001 - Puerto de los milagros - Eriberto Pereira
- 2000 - A Muralha - General Zé Batista
- 1999 - Vila Madalena - Viriato
- 1999 - Força de Um Desejo - Pereira
- 1998 - Corpo Dourado - Renato
- 1997 - La indomable - Delegado Motinha
- 1995 - História de Amor - Daniel Veloso
- 1993 - Sonho Meu - Geraldo
- 1993 - Renascer - Egberto
- 1992 - Perigosas Peruas - Mr. Fry
- 1991 - Amazônia - Artur
- 1991 - Na Rede de Intrigas - Artur
- 1991 - Ana Raio e Zé Trovão - Investigador Roberto Dantas
- 1990 - O Canto das Sereias - Ulisses
- 1990 - Pantanal - Gustavo
- 1989 - Tieta - Mascate
- 1989 - Kananga do Japão - Getúlio Vargas
- 1988 - O Primo Basílio - Julião Zuzarte
- 1988 - Bebê a Bordo - Tonhão
- 1987 - O Outro - Genésio
- 1986 - Anos Dourados - Dorneles
- 1985 - Ti Ti Ti - Chico
- 1985 - O Tempo e o Vento - Juvenal
- 1984 - Cuerpo a cuerpo (telenovela) - Victor
- 1984 -  Sítio do Picapau Amarelo - Barba Azul
- 1984 - Caso Verdade - Jonathan
- 1984 - Anarquistas, Graças a Deus - Angelim
- 1984 - Transas e Caretas - Renato
- 1983 - Parabéns pra Você - Dr. Fontes
- 1983 - Caso Verdade - Márcio
- 1982 - Caso Verdade - Dr. Fernando
- 1981 - Sítio do Picapau Amarelo - Pai da Rapunzel
- 1981 - Terras do Sem-Fim - Pepe
- 1980 - As Três Marias - Leonel

### Película
- 2013 - Meu Pé de Laranja Lima - Manoel Valadares, o "Portuga"
- 2012 - E Aí... Comeu? - Marrone Sousa
- 2009 - O Menino da Porteira - Major Batista
- 2008 - Vingança
- 2005 - Bela Noite para Voar
- 2003 - O Preço da Paz
- 1999 - Mauá: o Imperador e o Rei
- 1998 - Guerra de Canudos
- 1997 - O Cineasta da Selva
- 1996 - O Guaraní
- 1996 - Doces Poderes
- 1994 - Lamarca
- 1992 - Oswaldianas
- 1991 - Manobra Radical
- 1988 - Mistério no Colégio Brasil
- 1988 - O Casamento dos Trapalhões
- 1989 - Faca de Dois Gumes
- 1987 - O Mentiroso
- 1987 - Luzia Homem
- 1987 - Rádio Pirata
- 1986 - Fulaninha
- 1986 - Anjos do Arrabalde
- 1982 - Luz del Fuego
- 1982 - Os Campeões
- 1979 - A Intrusa
- 1968 - Anuska, Manequim e Mulher